# Zdany
Zdany – wieś w Polsce położona w województwie mazowieckim, w powiecie siedleckim, w gminie Zbuczyn, nad rzeką Zbuczynką.
Wieś szlachecka położona była w drugiej połowie XVI wieku w ziemi łukowskiej województwa lubelskiego.  W latach 1975–1998 miejscowość administracyjnie należała do województwa siedleckiego.
Od nazwy wsi (gniazda) swe nazwisko wywodzi ród Zdanowskich.
W roku 2006 wieś została rozreklamowana przez serię artykułów w dzienniku Fakt, donoszących o zaobserwowaniu i sfotografowaniu UFO.
Wierni Kościoła rzymskokatolickiego należą do parafii św. Stanisława i Aniołów Stróżów w Zbuczynie.